# Pseudoparlatoria punctata
Pseudoparlatoria punctata är en insektsart som beskrevs av Ferris 1942. Pseudoparlatoria punctata ingår i släktet Pseudoparlatoria och familjen pansarsköldlöss. Inga underarter finns listade i Catalogue of Life.